# 2550 Houssay
2550 Houssay eller 1976 UP20 är en asteroid i huvudbältet som upptäcktes den 21 oktober 1976 av Félix Aguilar-observatoriet. Den är uppkallad efter den argentinska nobelpristagaren Bernardo A. Houssay.
Asteroiden har en diameter på ungefär 22 kilometer.